# بيلي دافنبورت
بيلي دافنبورت (بالإنجليزية: Billy Davenport)‏ هو موسيقي أمريكي، ولد في 23 أبريل 1931 في شيكاغو في الولايات المتحدة، وتوفي في 24 ديسمبر 1999.